# عمالة مقاطعات سيدي البرنوصي
عمالة مقاطعات سيدي البرنوصي هي إحدى عمالات مقاطعات ضمن عمالة الدار البيضاء تغطي مساحة38.69 كيلومتر مربع (14.9 ميل مربع) وبعداد سكاني يقدر 453,552 نسمة في عام 2004. وتقسم إلى مقاطعة سيدي البرنوصي و مقاطعة سيدي مومن. لديها نادي كرة قدم باسم نادي الرشاد البرنوصي أنشئ في عام 1961. تعود تسمية سيدي البرنوصي إلى الولي الصالح سيدي البرنوصي الذي حط الرحال بمنطقة زناتة قادما إليها من المشرق الإسلامي«العراق» حيث ظل يعيش بها إلى أن وافته المنية ودفن ولا زال ضريحه قائما إلى الآن في شمال شرق المقاطعة التي تسمى باسمه.
كما تعرف المنطقة تواجد اعضاء فصيل غرين بويز بكثرة ومنطقة B13 التي يتواجد بها العديد من ( طيغان ) الخلية. 

## أشخاص بارزين
- بوشعيب المباركي
- يوسف سفري